# Nico B. Rottke
Nico B. Rottke (* 4. November 1975 in Warstein) ist ein deutscher Unternehmer und Immobilienwissenschaftler.

## Leben
Rottke studierte Betriebswirtschaftslehre an der European Business School (EBS), Oestrich-Winkel, sowie der Georgia State University, Atlanta, USA und schloss als Diplom-Betriebswirt und Master of Science in Real Estate ab. Von 2001 bis 2004 promovierte er zum Thema „Investitionen mit Real Estate Private Equity“ an der EBS zum Dr. rer. pol. Im Jahr des Abschlusses wurde er dort zum Juniorprofessor für Real Estate Banking berufen. Rottke begründete 2006 das EBS Real Estate Management Institute in Wiesbaden und war bis Ende 2014 dessen Institutsleiter. Im März 2009 beendete Rottke seine Habilitation zum Thema „Essays in Real Estate Investment & Finance“.
Von August 2009 bis Januar 2015 war er Inhaber des Aareal Stiftungslehrstuhls Immobilieninvestition und -finanzierung und von Juni 2010 bis Dezember 2013 Adjunct Professor in Real Estate Finance an der Dr. P. Phillips School of Real Estate der University of Central Florida (UCF), Orlando, USA.
2015 wechselte er von der EBS Universität zu EY Real Estate und begründete hier bis Herbst 2017 den Bereich „Capital Debt Advisory“ für den Immobiliensektor. 2017 gründete Rottke zusammen mit Michael Schleich die aamundo Holding AG, deren Vorstand und Vorstandssprecher er von Oktober 2017 bis Dezember 2023 war. 2022 erwarb die Gesellschaft u. a. die CORESIS Management GmbH. Zum Jahreswechsel 2023/24 legte Rottke sein Mandat bei der mittlerweile als aam2core Holding AG firmierenden Gesellschaft nieder. Anfang des Jahres 2024 wechselte er zur RQI Immobilien AG, deren Vorstandsvorsitzender er seitdem ist.
Im Gründungsjahr akquirierte die Gesellschaft das Managementmandat für das deutsche Signa-Portfolio von René Benko über ca. 900 Mio. EUR und schloss das Jahr mit ca. 1 Mrd. EUR verwalteten Vermögen ab.
Rottke lebt in der Nähe von Wiesbaden, ist verheiratet und hat fünf Kinder.

## Ehrenämter
Rottke war für das Urban Land Institute Deutschland tätig, von 2005 bis 2014 im Executive Committee, von 2014 bis 2017 als Mitglied des Advisory Boards. Für den ZIA Zentralen Immobilienausschuss Deutschland, einer Tochter des Bundesverbandes der Deutschen Industrie (BDI), war er als wissenschaftlicher Beirat tätig.
Von 2012 bis 2016 führte er ebenso das IDDIW Institut der Deutschen Immobilienwirtschaft in Frankfurt/M. als ehrenamtlicher Präsident.

## Publikationen (Auswahl)
- mit D. Arnold und R. Winter (Hrsg.): Wohnimmobilien: Lebenszyklus, Strategie, Transaktion. Springer, Gabler, Wiesbaden 2017, ISBN 978-3-658-05367-3.
- mit M. Thomas (Hrsg.): Immobilienwirtschaftslehre - Management. Springer, Gabler, Wiesbaden 2017, ISBN 978-3-658-18192-5.
- mit M. Voigtländer (Hrsg.): Immobilienwirtschaftslehre - Ökonomie. Springer, Gabler, Wiesbaden 2017, ISBN 978-3-658-18194-9.
- mit A. Goepfert und K. Hamberger (Hrsg.): Immobilienwirtschaftslehre - Recht. Springer, Gabler, Wiesbaden 2016, ISBN 978-3-658-06986-5.
- mit D. Rebitzer (Hrsg.): Handbuch Real Estate Private Equity. Immobilien Manager Verlag IMV, Köln 2006, ISBN 3-89984-150-6.
- mit M. Wernecke (Hrsg.): Praxishandbuch Immobilienzyklen. Immobilien Manager Verlag IMV, Köln 2006, ISBN 3-89984-142-5.
- Ökonomie vs. Ökologie: Umwelteffizienz in der deutschen Immobilienwirtschaft? Immobilien Manager Verlag IMV, Köln 2009, ISBN 978-3-89984-199-2.
- mit H. Möller: Struktur- und Einmalschocks - Manage-To-Core-Wertschöpfungsstrategien als Lösungskonzept für den Marktumbruch, Magazin Immobilien & Finanzierung, Verlag Helmut Richardi, August 2024, ISSN 1618-7741.